# Fedciîne, Starobilsk
Fedciîne (în ucraineană Федчине) este un sat în comuna Malohatka din raionul Starobilsk, regiunea Luhansk, Ucraina.

## Demografie
Componența lingvistică a localității Fedciîne
     Ucraineană (88,89%)
     Rusă (11,11%)
Conform recensământului din 2001, majoritatea populației localității Fedciîne era vorbitoare de ucraineană (88,89%), existând în minoritate și vorbitori de rusă (11,11%).